# 後弗倫克河
47°27′34.2″N 7°44′3.8″E / 47.459500°N 7.734389°E
後弗倫克河是瑞士的河流，位於該國西北部，流經巴塞爾鄉村州，屬於弗倫克河的支流，河道全長12.5公里，流域面積38.5平方公里，發源自賴戈德斯維爾附近。